# Antoni Gulij
Antoni Gulij (ur. 17 lutego 1937 w Tarnowicy Polnej, zm. 21 sierpnia 2009 w Polanicy-Zdroju) – polski rolnik, mechanik i polityk, poseł na Sejm PRL VIII i IX kadencji.

## Życiorys
Syn Włodzimierza i Rozalii. Posiadał wykształcenie zasadnicze zawodowe. Od 1954 do 1961 był ślusarzem mechanikiem w Zakładach Przemysłu Zapałczanego w Bystrzycy Kłodzkiej, a w latach 1964–1969 pracował jako dyspozytor-kierownik bazy Kółka Rolniczego w Starej Bystrzycy. Od 1972 prowadził własne gospodarstwo rolne. Był wiceprezesem prezydium rady gminnego związku rolniczego w Bystrzycy Kłodzkiej.
W 1980 i 1985 uzyskiwał mandat posła na Sejm PRL VIII i IX kadencji z okręgu Wałbrzych z ramienia Zjednoczonego Stronnictwa Ludowego. W trakcie VIII kadencji zasiadał w Komisji Mandatowo-Regulaminowej oraz w Komisji Obrony Narodowej, w IX w Komisji Rynku Wewnętrznego i Usług oraz w Komisji Transportu, Żeglugi i Łączności.
Pochowany na cmentarzu komunalnym w Bystrzycy Kłodzkiej. 

Odznaczony Orderem Odrodzenia Polski oraz Srebrnym i Brązowym Krzyżem Zasługi.